# 무용가

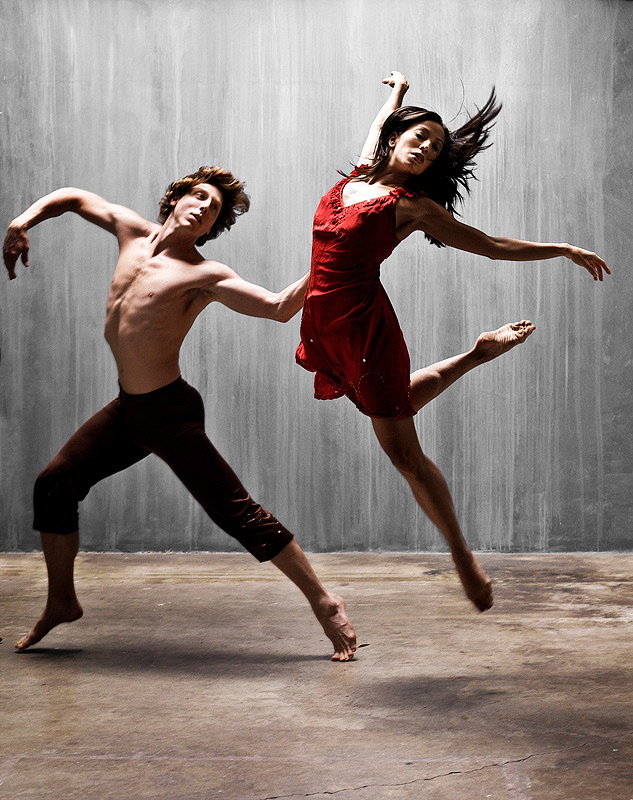
두 명의 현대 무용가

무용가(舞踊家), 또는 댄서(dancer)는 무용을 연구하고 전문적인 직업으로 하는 사람을 뜻한다.

## 같이 보기
- 무용